# لوکا گالیانو
لوکا گالیانو (انگلیسی: Luca Gagliano؛ زادهٔ ۱۴ ژوئیهٔ ۲۰۰۰) بازیکن فوتبال است.